# Violetta
Violetta ist ein weiblicher Vorname.

## Herkunft und Bedeutung
Der Vorname Violetta kommt aus dem Italienischen und bedeutet „Veilchen“. Er wurde durch die Hauptfigur der Oper La traviata von Giuseppe Verdi bekannt.

## Namensträgerinnen

### Vorname
- Violetta Caldart (* 1969), italienische Curlerin
- Violetta Ferrari (1930–2014), ungarische Schauspielerin, Sängerin
- Violetta Napierska (1900–1985), deutsch-italienische Tänzerin und Filmschauspielerin
- Violetta Oblinger-Peters (* 1977),  österreichische Slalomkanutin
- Violetta Parisini (* 1980), österreichische Sängerin
- Violetta Schurawlow (* 1986), deutsche Schauspielerin
- Violetta Tarnowska Bronner (* 1938; † ca. 2017), polnische Schauspielerin
- Violetta Villas (1938–2011), polnische Sängerin
- Violetta Zironi (* 1995), italienische Singer-Songwriterin

Zwischenname
- Lisa Violetta Gaß (* 1984), deutsche Filmregisseurin

### Familienname
- Antonio Violetta (* 1953), italienischer Bildhauer

### Künstlername
- Violetta ist der Künstlername der Sängerin Aloisia Wagner

## Fernsehen
- Violetta (Fernsehserie)